# الجزائر في الألعاب الأولمبية الصيفية 2024
شاركت الجزائر في الألعاب الأولمبية الصيفية 2024 في باريس من 26 يوليو إلى 11 أغسطس 2024. منذ الظهور الرسمي الأول للجزائر في عام 1964، شارك الرياضيون الجزائريون في كل دورة من دورات الألعاب الأولمبية الصيفية، باستثناء مونتريال 1976، كجزء من المقاطعة التي قادتها الكونغو.
في 17 يوليو 2024، تم تعيين الرياضي ياسر تريكي والجودوكا أمينة بلقاضي حاملين راية العلم الجزائري لوفد الجزائر.

## المنافسين
خير الدين برباي رئيسًا للبعثة.
تستعرض القائمة التالية عدد الريّاضيّين الجزائريين المشاركين في هذه الدورة.
| الرياضة        | رجال | سيدات | مجموع |
| -------------- | ---- | ----- | ----- |
| ألعاب القوى    | 7    | 1     | 8     |
| الريشة الطائرة | 1    | 1     | 2     |
| الملاكمة       | 2    | 3     | 5     |
| ركوب الكنو     | 0    | 1     | 1     |
| ركوب الدراجات  | 1    | 1     | 2     |
| المبارزة       | 1    | 3     | 4     |
| الجمباز        | 0    | 1     | 1     |
| الجودو         | 2    | 1     | 3     |
| التجديف        | 1    | 1     | 2     |
| الإبحار        | 1    | 0     | 1     |
| الرماية        | 2    | 1     | 3     |
| السباحة        | 1    | 1     | 2     |
| كرة الطاولة    | 1    | 1     | 2     |
| رفع الأثقال    | 1    | 0     | 1     |
| المصارعة       | 6    | 2     | 8     |
| المجموع        | 27   | 18    | 45    |

## الميداليات
| الميدالية | الرياضي    | الرياضة     | المسابقة               | تاريخ التتويج |
| --------- | ---------- | ----------- | ---------------------- | ------------- |
| ذهبية     | كيليا نمور | الجمباز     | جمباز فني-نساء         | 4 أغسطس       |
| ذهبية     | إيمان خليف | الملاكمة    | الملاكمة النسوية 66 كغ | 9 أغسطس       |
| برونزية   | جمال سجاتي | ألعاب القوى | 800 متر رجال           | 10 أغسطس      |

| ميداليات حسب الرياضة | ميداليات حسب الرياضة | ميداليات حسب الرياضة | ميداليات حسب الرياضة | ميداليات حسب الرياضة |
| -------------------- | -------------------- | -------------------- | -------------------- | -------------------- |
| الرياضة              | الأول                | الثاني               | الثالث               | المجموع              |
| ألعاب القوى          | 0                    | 0                    | 1                    | 1                    |
| الملاكمة             | 1                    | 0                    | 0                    | 1                    |
| الجمباز              | 1                    | 0                    | 0                    | 1                    |
| المجموع              | 2                    | 0                    | 1                    | 3                    |

| ميداليات حسب الجنس | ميداليات حسب الجنس | ميداليات حسب الجنس | ميداليات حسب الجنس | ميداليات حسب الجنس |
| ------------------ | ------------------ | ------------------ | ------------------ | ------------------ |
| الجنس              | الأول              | الثاني             | الثالث             | المجموع            |
| إناث               | 2                  | 0                  | 0                  | 2                  |
| ذكور               | 0                  | 0                  | 1                  | 1                  |
| المجموع            | 2                  | 0                  | 1                  | 3                  |

| ميداليات حسب التاريخ | ميداليات حسب التاريخ | ميداليات حسب التاريخ | ميداليات حسب التاريخ | ميداليات حسب التاريخ | ميداليات حسب التاريخ |
| -------------------- | -------------------- | -------------------- | -------------------- | -------------------- | -------------------- |
| التاريخ              | الأول                | الثاني               | الثالث               | المجموع              |                      |
| 4 أغسطس              | 1                    | 0                    | 0                    | 1                    |                      |
| 9 أغسطس              | 1                    | 0                    | 0                    | 1                    |                      |
| 10 أغسطس             | 0                    | 0                    | 1                    | 1                    |                      |
| المجموع              | 2                    | 0                    | 1                    | 3                    |                      |